# Bibliothèque Marsh
Pour les articles homonymes, voir Marsh.
La Marsh's Library (en français, la bibliothèque Marsh), est une bibliothèque spécialisée de la période de la Renaissance et des débuts de l'époque des Lumières située à côté de la cathédrale Saint-Patrick, à Dublin, en Irlande. Lors de son ouverture au public en 1707, elle est la première bibliothèque publique d'Irlande. Construite à la demande de l'archevêque anglican Narcissus Marsh, elle possède une collection de plus de 25 000 livres et 300 manuscrits.

## Mission
La mission de la bibliothèque Marsh est de préserver ses livres rares et ses manuscrits, en acquérir de nouveaux, de mettre en valeur le patrimoine du bâtiment, et de s’établir comme un centre culturel et intellectuel pour les visiteurs, les étudiants et les chercheurs. Comme la majorité des visiteurs sont des touristes, la bibliothèque désire être une destination touristique de qualité. Elle est également un centre reconnu internationalement pour son excellence en matière d’étude des premiers livres imprimés. Elle vise à devenir une destination incontournable pour les chercheurs intéressés par l’histoire de l’Europe.

## Histoire
La bibliothèque est construite pour Narcissus Marsh, alors archevêque de Dublin puis primat de l'Église d'Irlande et ancien doyen de Trinity College. L’inspiration de bâtir une bibliothèque lui vient alors qu’il est doyen du Trinity College. La bibliothèque du collège ne permettant qu’un accès limité aux collections et Marsh considérait que les libraires de la ville ne proposaient pas des livres de qualité, il a l’idée de construire une bibliothèque publique qui serait accessible à tous. Il n’a toutefois pas les moyens de le faire à l’époque. L’opportunité se présente que lorsqu’il est devenu archevêque de Dublin.
La cathédrale Saint-Patrick fournit un terrain pour la bibliothèque en 1701, les travaux de construction quant à eux commencent en 1703. La première galerie et l'ancienne salle de lecture sont sans doute achevées en 1705. La bibliothèque est officiellement créée par un acte du parlement irlandais en 1707, date à laquelle elle est ouverte au public. Une deuxième galerie est ajoutée vers 1708-1709.
L'architecte, Sir William Robinson (en), est également l'architecte du Royal Hospital Kilmainham. La bibliothèque est officiellement incorporée en 1707 par le Parlement, qui a conféré le bâtiment et les livres à un organisme connu sous le nom de « Gouverneurs et gardiens de la bibliothèque », composé de personnalités. Narcissus Marsh meurt en 1713 et est inhumé dans l'enceinte de la cathédrale.
Trois alcôves avec des portes grillagées, communément appelées « cages », sont mises en place dans les années 1770 pour protéger les livres les plus rares des vols. Une autre mesure de sécurité consiste à attacher les livres des étagères inférieures à l'aide de chaînes, qui sont retirés au milieu du XVIIIe siècle. Environ 1200 livres sont volés entre le XVIIIe et le XIXe siècle. La plupart des vols concerne des livres de littérature, l’histoire de l’Irlande, ou contenant des cartes. Les livres sur le voyage sont particulièrement touchés. Des livres volés sont régulièrement retournés à la bibliothèque même aujourd’hui. Parfois ayant été transmis de génération en génération, ils sont retrouvés dans des brocantes, des greniers ou dans les collections de presbytères et ils sont reconnaissables grâce au tampon de la bibliothèque.

## Les fonds de livres
La bibliothèque possède plus de 25 000 livres des XVIe, XVIIe et XVIIIe siècles, ainsi que près de 300 manuscrits et environ 80 incunables antérieurs à 1501.
Narcissus Marsh donne une partie de sa bibliothèque, environ 2 500 ouvrages. La collection Marsh comprend des œuvres en langues orientales, notamment en hébreu, arabe, turc et russe, ainsi qu'une importante collection d'ouvrages écrits en latin concernant le judaïsme. Marsh avait un intérêt particulier pour les manuscrits irlandais, notamment à propos l’histoire de l’Irlande.
L'ancienne bibliothèque de l'êveque Edward Stillingfleet, de plusieurs milliers d'ouvrages, est achetée pour 2 500 ₤. Stillingfleet était un prédicateur et auteur connu de l’époque et sa bibliothèque était considérée comme l’une des meilleures collections privées d’Angleterre. La collection aborde des sujets variés comme la théologie, l’histoire, les classiques, le droit, la médecine et le voyage.
Élie Bouhéreau, réfugié huguenot de La Rochelle qui a fui la France après la révocation de l'édit de Nantes, est le premier bibliothécaire et fait également don de sa bibliothèque personnelle. La collection Bouhéreau concerne essentiellement la France, les controverses religieuses françaises, ainsi que la médecine. Les livres de médecine proviennent de l’époque lorsqu’il exerçait comme médecin à La Rochelle et plusieurs de ceux-ci contiennent ses annotations. Il fait aussi don de ses manuscrits, incluant ses correspondances personnelles. Notamment, la collection comprend des prescriptions rédigées par lui et ses collègues avant qu’il ne leur soit interdit de pratiquer la médecine. Un manuscrit important de la collection est un ensemble de deux volumes rédigés par Abraham Tessereau concernant la persécution des huguenots.
Enfin, la quatrième collection est celle qu'offre, en 1745, John Stearne (en), évêque de Clogher, Tyrone. Il lègue la moitié de sa collection de livres à la bibliothèque. L'autre moitié de sa collection et ses manuscrits reviennent à Trinity College. La majeure partie de la collection a trait à l’Irlande.
La bibliothèque reçoit également les livres de la bibliothèque de Benjamin Iveagh.

## Histoire récente
Durant l’Insurrection de Pâques 1916, la bibliothèque est proche d’une zone de conflit et est affectée par le tir de balles. Un groupe de rebelles sous la direction de Thomas MacDonagh saisissent une usine de biscuit se trouvant environ à 200 mètres de la bibliothèque. Le dimanche matin 30 avril 1916 des tirs de mitrailleuse atteignent le bâtiment, brisant des fenêtres et endommageant des livres. La plupart des ouvrages touchés font partie de la collection d’Élie Boudhéreau.
En 1989, Muriel McCarthy est la première femme et la première catholique conservatrice de la bibliothèque. Son implication à la bibliothèque commence en tant que bénévole dans les années 1960, par la suite elle est bibliothécaire non rémunérée avant d’obtenir un salaire et le titre de conservatrice. Durant sa carrière, elle écrit notamment un livre sur l’histoire de la bibliothèque Marsh’s Library : All Graduates and Gentlemen ainsi que co-édite deux livres sur le sujet : The Making of Marsh’s Library: learning, politics and religion in Ireland 1650-1750 et Marsh’s Library – A Mirror on the World: law, learning and libraries 1650-1750. Elle reçoit une maîtrise honorifique du Trinity College et un doctorat honorifique de l'université Maynooth. Elle reçoit également un prix du Dublin Lord mayor et de la Royal Dublin Society. Elle prend sa retraite en 2011, à l’âge de 80 ans, et est alors remplacée par Jason McElligott.

## Architecture intérieure
La bibliothèque comporte deux galeries ainsi qu’une salle de lecture. Elle présente toujours ses installations d'origine, notamment des sièges et des étagères. Les bibliothèques sont en chêne de la Baltique brun foncé à plis quart avec des pignons sculptés et portant des lettres. Certaines présentent des impacts de balles remontant à l'Insurrection de Pâques 1916. Les cages mises en place dans les années 1770 en réponse à des vols de livres sont également encore visibles aujourd’hui.
La bibliothèque Bodléienne de l’université d'Oxford semble être une source d’inspiration majeure pour la conception de sa bibliothèque comme Marsh y fait référence dans des correspondances. À l’époque où Marsh était à Oxford, la bibliothèque Bodléienne était considérée comme l’une des bibliothèques les plus fameuses et importantes d’Europe.

## Usage actuel
La bibliothèque est l'un des derniers bâtiments irlandais du XVIIIe siècle encore utilisé pour son usage d'origine. La bibliothèque est ouverte au public pour des visites. Des visites guidées sont proposées. Les collections sont accessibles aux chercheurs sur rendez-vous. En raison du caractère historique du bâtiment, la bibliothèque principale n'est pas accessible aux fauteuils roulants. Seuls le rez-de-chaussée, la boutique et le jardin sont accessibles sur demande par l’entrée arrière.
Le catalogue de la bibliothèque est numérisé. La bibliothèque organise des expositions et des conférences occasionnelles. En tant qu’organisme caritatif, la bibliothèque est habilitée à recevoir des dons.

## Personnalités en lien avec la bibliothèque
- Narcissus Marsh, fondateur
- Élie Bouhéreau, premier bibliothécaire
- Edward Stillingfleet

## Galerie

Bibliothèque Marsh
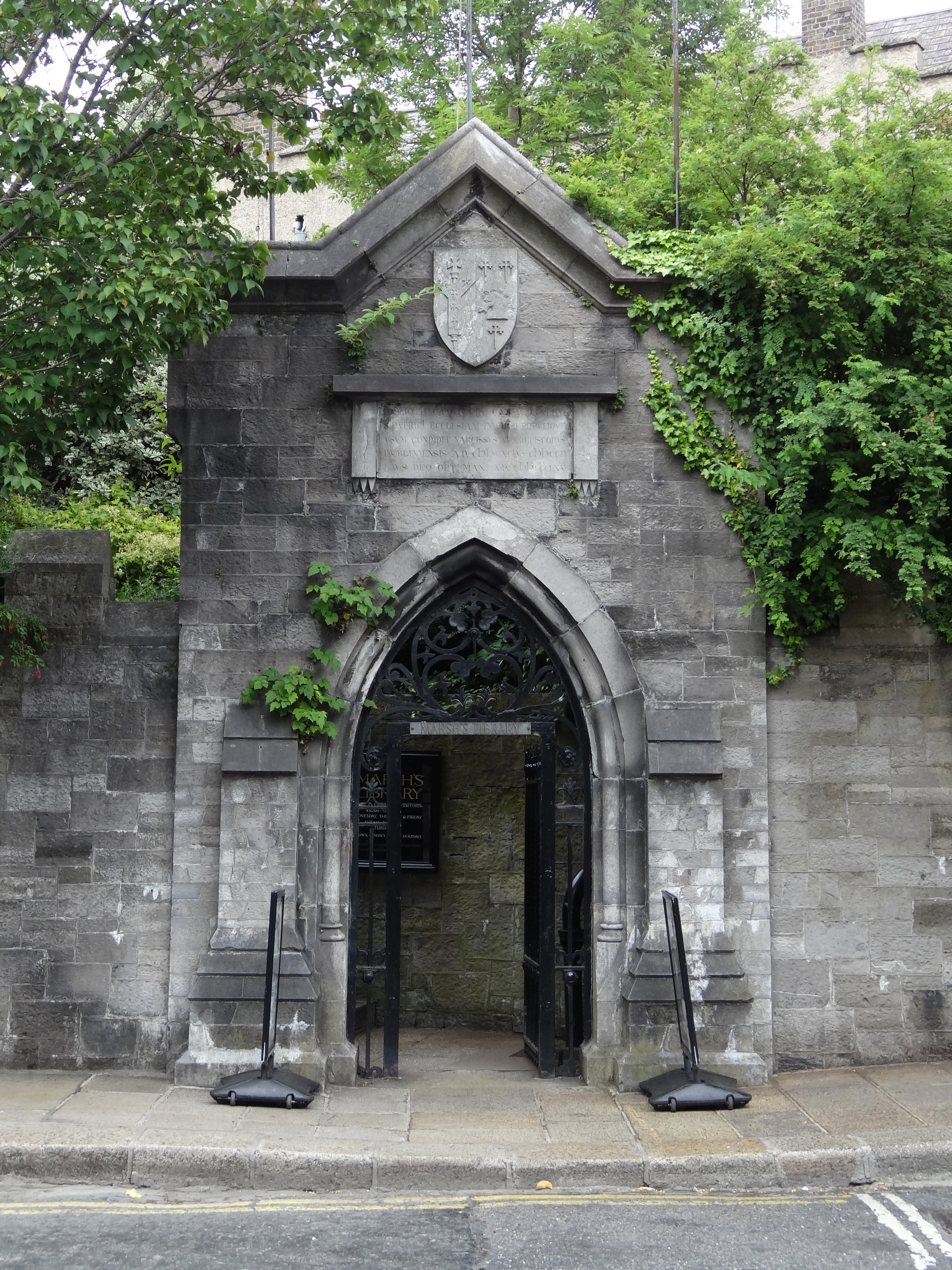
Portail
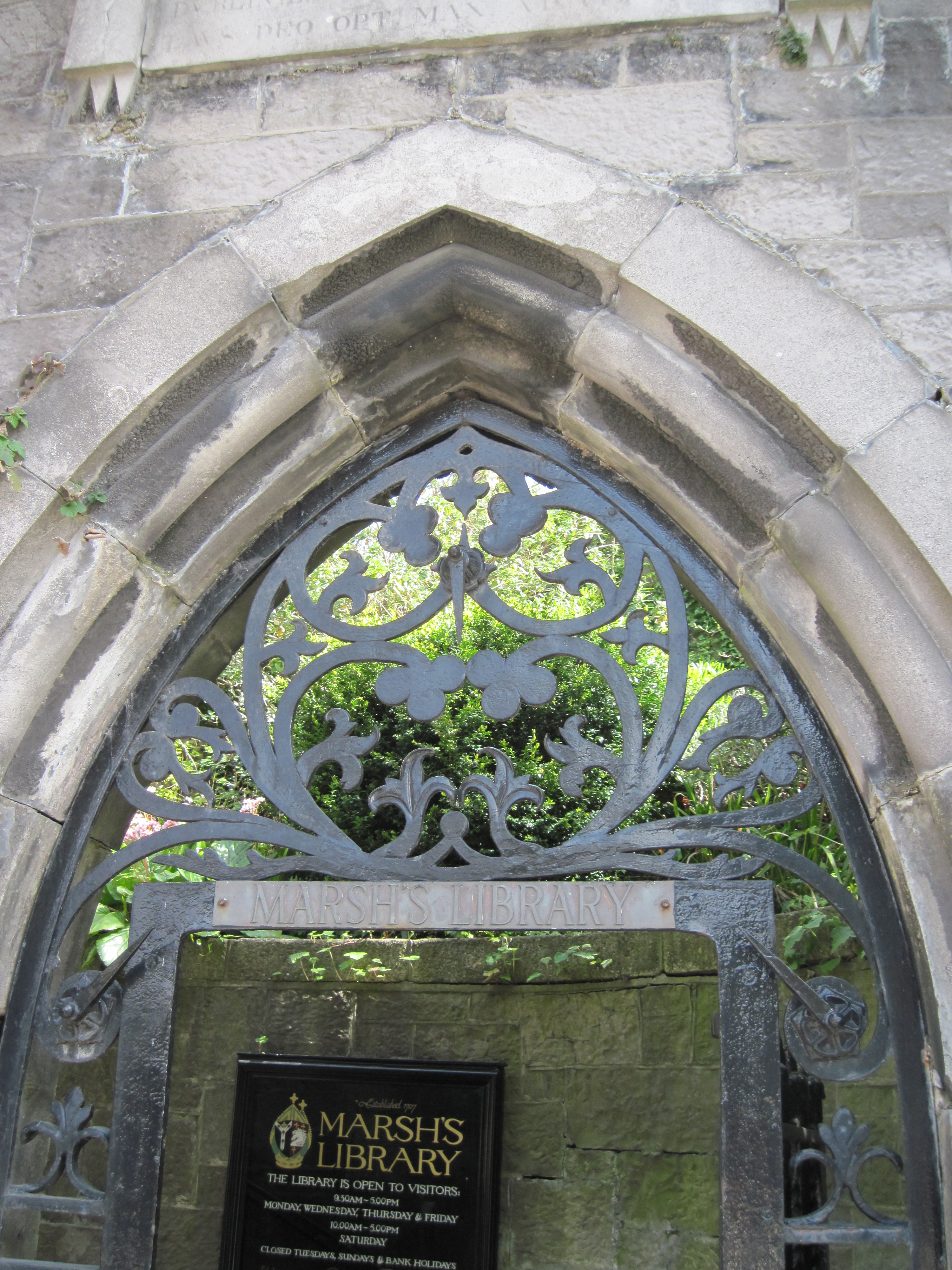
Détail du portail
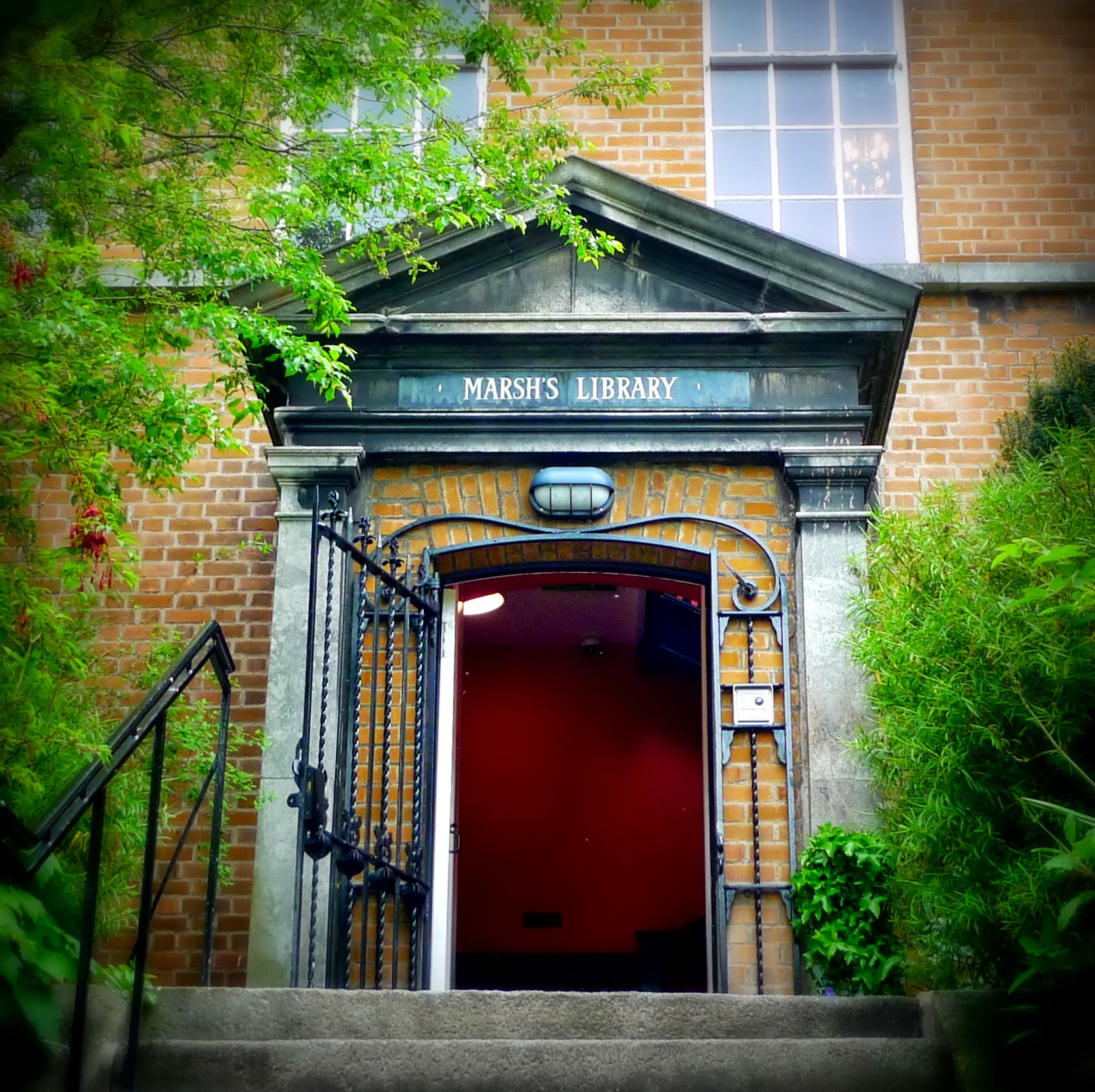
Entrée principale
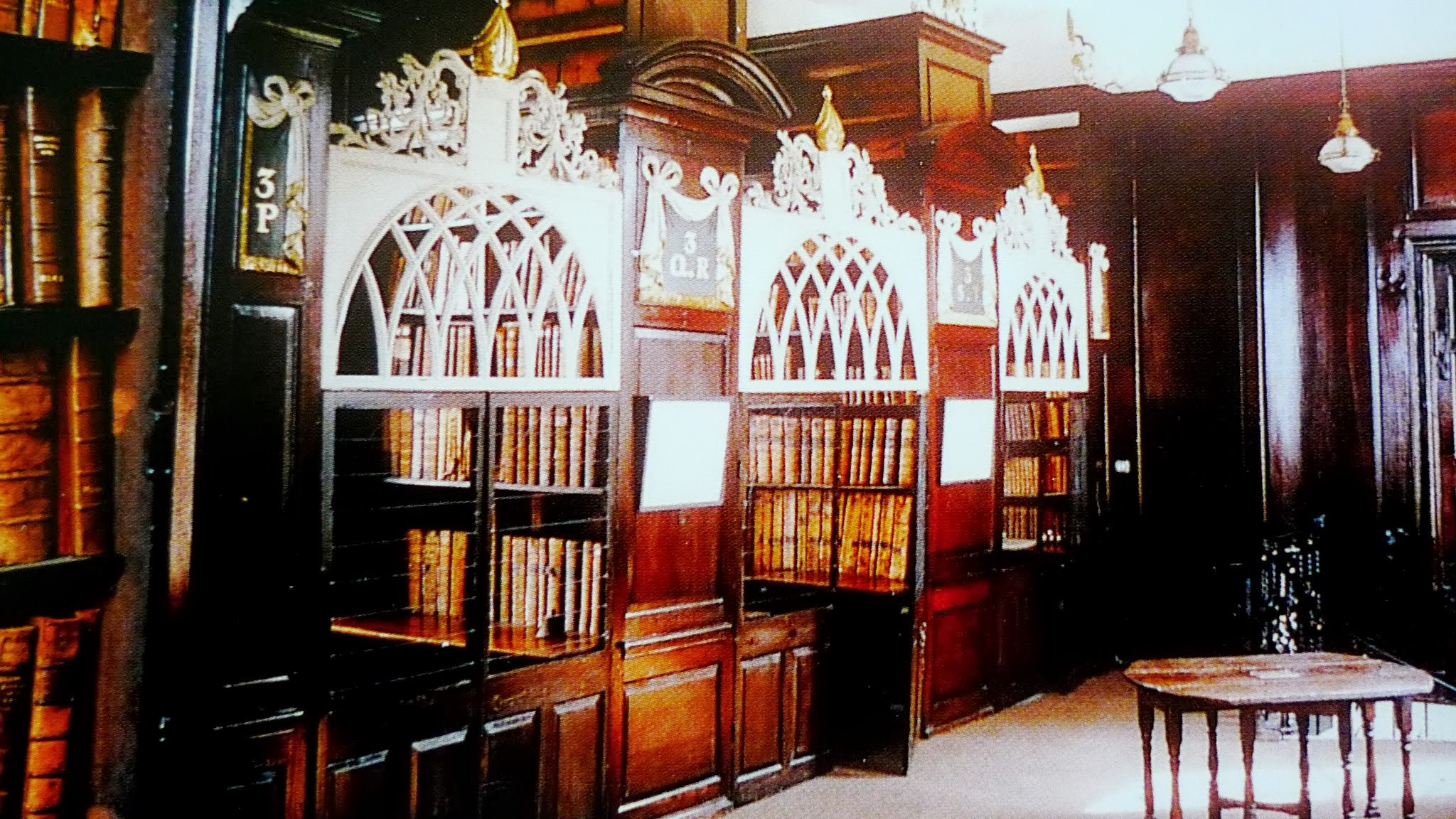
Intérieur
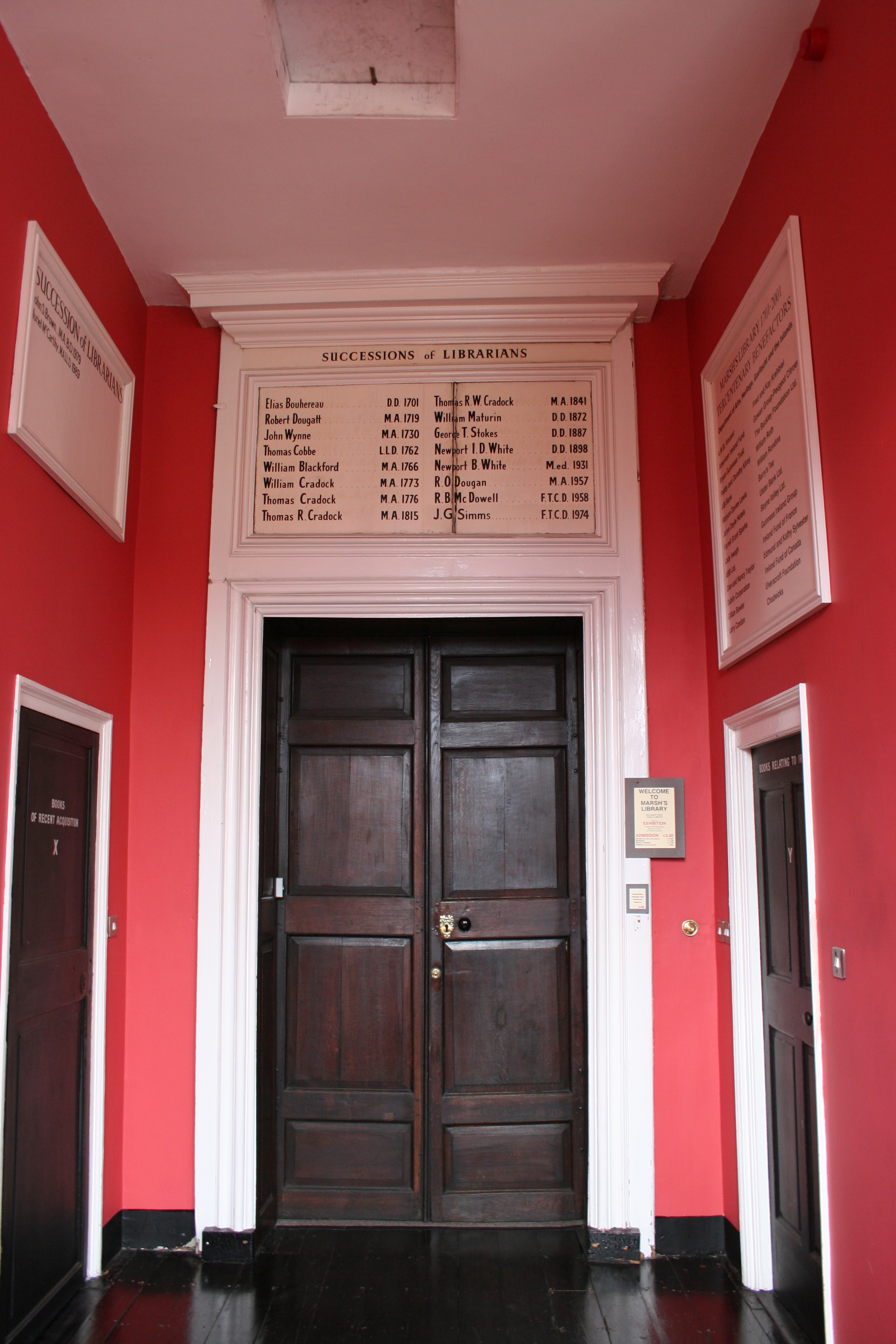
Liste des bibliothécaires
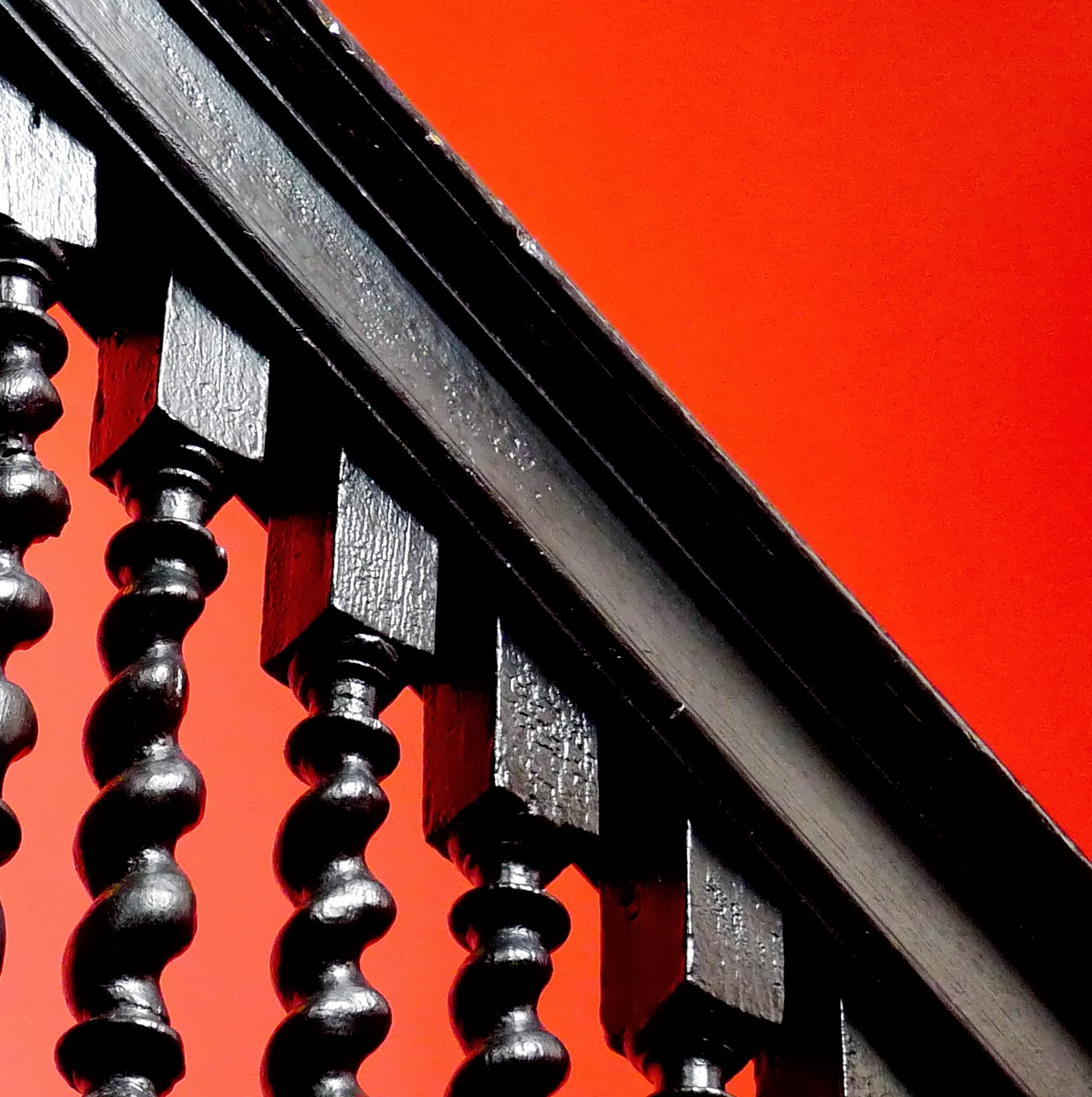
Détail de rampe